# Nehawand (Verwaltungsbezirk)
Nehawand (persisch شهرستان نهاوند) ist ein Schahrestan in der Provinz Hamadan im Iran. Er enthält die Stadt Nehawand, welche die Hauptstadt des Verwaltungsbezirks ist. 

## Kreise
- Zentral (بخش مرکزی)
- Chazal (بخش خزل)
- Zarrin Dascht (بخش زرین‌دشت)
- Giyan (بخش گیان)

## Demografie
Bei der Volkszählung 2016 betrug die Einwohnerzahl des Schahrestan 178.787. Die Alphabetisierung lag bei 83 Prozent der Bevölkerung. Knapp 52 Prozent der Bevölkerung lebten in urbanen Regionen.
| Zensusjahr | Einwohnerzahl |
| ---------- | ------------- |
| 2011       | 181.711       |
| 2016       | 178.787       |